# CD 투델라노
CD 투델라노(스페인어: Club Deportivo Tudelano)는 스페인 나바라주 투델라를 연고로 하는 축구단이다. 1935년 11월 29일에 설립되었으며, 세군다 페데라시온에 참가하고 있다.

## 선수 명단

### 현역
참고: FIFA 자격 규정에 따라 소속된 국가대표팀 국기를 표시합니다. 선수는 복수의 FIFA 비회원국 국적을 가지고 있을 수 있습니다.
| 번호 | 포지션 | 국적 | 이름 |
| ---- | ------ | ---- | ---- |

| 번호 | 포지션 | 국적 | 이름          |
| ---- | ------ | ---- | ------------- |
| 15   | MF     |      | 우나이 벨레스 |